# Antonio Serena (atleta)
Antonio Serena, detto Toni (Mestre, 16 agosto 1932 – Casale sul Sile, 29 giugno 2019), è stato un velocista, dirigente sportivo e dermatologo italiano.
È stato primatista nazionale nella staffetta 4×400 metri. Laureatosi in medicina, fu tra i più importanti dermatologi d'Italia e ha coperto diverse cariche dirigenziali.

## Biografia
Antonio Serena nacque in una famiglia contadina a Mestre da Umberto (1906-1986) e Norma Brotto (1911-2000). Si diplomò presso il liceo classico Franchetti della stessa città.

### Carriera sportiva
In età giovanile giocò a calcio nella squadra dilettantistica locale del Porto di Cavergnago. Squadra formata tra l'altro da diversi familiari e il cui presidente era il padre dello stesso Antonio Serena.
Si avvicinò all'atletica negli anni del liceo, spinto dal professor Armando Ossena, suo docente di ginnastica ed ex atleta azzurro. Con il Gruppo Atletico Aristide Coin di Mestre si laureò due volte, nel 1955 e 1956, campione italiano assoluto nella staffetta 4×400 metri. Nella seconda vittoria ottenne l'allora record italiano sulla specialità in 3'17"4.
Nel 1957, con il CUS Padova, vinse il titolo di campione italiano universitario nel 400 m. In questa specialità, nel 1957, risultava essere tra i primi 5 atleti d'Italia.
Fu tesserato FIDAL PO (probabile olimpico) in vista dei Giochi olimpici di Roma 1960. Tuttavia si ritirò nel 1958 per terminare gli studi universitari.
Portò la fiaccola olimpica dei Giochi olimpici invernali di Cortina d'Ampezzo 1956 per le vie di Mestre.

### Carriera professionale
Dopo il liceo si iscrisse alla facoltà di medicina presso l'Università degli Studi di Padova, dove si laureò nel 1961. Si specializzò prima in Medicina del Lavoro e successivamente in Dermatologia e Sessuologia Clinica. A Bologna fu anche docente di Clinica Dermosifilopatica. Lavorò prima all'ospedale di Mirano, per poi diventare Primario presso l'ex ospedale Umberto I di Mestre.
Nella seconda metà degli anni '60 a Mestre nacque il primo Centro Studi di Educazione Sessuale d'Italia: Antonio Serena fu un grande collaboratore. Assieme al prof. Giovanni Caletti pubblicò alcuni libri di educazione sessuale. Partecipò al Congresso Mondiale di Medicina dello Sport a Québec in Canada in occasione dei Giochi olimpici di Montréal 1976. Grazie a queste attività fu premiato con la Medaglia di bronzo al merito della sanità pubblica.

### Associazioni e impegno nella comunità
Nel 1984 Antonio Serena è stato tra i fondatori del Panathlon di Mestre, associazione di cui fu presidente dal 1988 al 1989 e poi dal 2000 al 2007.
Divenne presidente del Gruppo Atletico Coin di Mestre, e fu tra coloro che spronarono ed ottennero lo stadio di atletica, inaugurato nel 1958 dal futuro papa Giovanni XXIII (e ancora attivo a San Giuliano).
Molte sono state le sue iniziative all'interno della comunità Mestrina. Era "portabandiera" dell'indipendenza di Mestre da Venezia: in caso di vittoria molti lo avrebbero visto come possibile Sindaco.

## Campionati nazionali
- 2 volte campione nazionale assoluto della staffetta 4×400 m (1955, 1956)

1955
- Oro ai campionati italiani assoluti (Milano), 4×400 m - 3'18"8

1956
- Oro ai campionati italiani assoluti (Roma), 4×400 m - 3'17"4

1957
- Oro ai Campionati Nazionali Universitari (Roma), 400 m piani

## Opere
- Giovanni Caletti, G.Del Pra, A. Fojadelli, M.L. Gazerro, Antonio Serena, Il Comportamento sessuale degli italiani: indagine su campioni rappresentativi della popolazione, Calderini, 1976.
- Giovanni Caletti, S. Farese, U. Mammini, A. Ramello, Antonio Serena, Sesso e sport. Il comportamento sessuale dei campioni dello sport, Calderini, 1977.
- Antonio Serena, I problemi della tua età. Elementi di educazione sessuale per i ragazzi delle scuole medie, Calderini, 1979.
- Giovanni Caletti, Ennio Fortuna, Antonio Serena. Rapporto: prostituzione oggi. Calderini, 1986.
- Antonio Serena, Un uomo e la sua città - amarcord di un mestrino, S.I.T., 2015.